# Morin-Jean
Morin-Jean, eigentlich Jean Alexis Joseph Morin, (* 9. Mai 1877 in Paris; † 4. März 1940 in Nantes) war ein französischer Archäologe, Graphiker, Illustrator und Maler.

## Leben
Morin-Jean stammte aus Montmartre und besuchte das Lycée Condorcet in Paris. Er lernte im Atelier des Malers Joseph Blanc in Montmartre, musste jedoch auf Drängen seiner Eltern in der Versicherungsfirma seines Vaters arbeiten, der ebenfalls Sammler war. Dort war er jedoch nur kurz tätig und studierte zunächst Jura. Er wandte sich dem Studium der Archäologie an der École du Louvre bei Edmond Pottier, Salomon Reinach und Henri Hubert zu, das er mit dem Diplom abschloss. Bekannt und teilweise noch heute zitiert sind seine zwei Bücher zum römischen Glas.
Ab 1911 wandte er sich auf Anraten seines Freundes, des Malers Maxime Maufra, und mit Hilfe des Graphikers Eugène Delâtre nach und nach ganz den graphischen Künsten zu. Er praktizierte Holzschnitt, Tiefdruck und Radierung. 1918 stellte er seine Werke erstmals öffentlich aus, 1920 wurde er Mitglied der Société de la gravure sur bois originale. Er stellte u. a. in der Galerie Durand-Ruel in Paris aus.
Von 1933 bis 1939 war er stellvertretender Kurator des Museums im Schloss Fontainebleau.

## Schriften (Auswahl)
- Archéologie de la Gaule et des pays circonvoisins depuis les origines jusqu’à Charlemagne: Suivie d’une description raisonnée de la collection Morin. Alcan, Paris 1908 (Digitalisat).[2]
- Le dessin des animaux en Grèce d’après les vases peints. Essai sur les procédés des dessinateurs industriels dans l’antiquité. Renouard, Paris 1911 (Diplomarbeit; Digitalisat).
- Les fibules de la Gaule Romaine. Essai de typologie et de chronologie. In: VIe Congrès préhistorique de France. Tours 1910. Paris 1911, S. 803–836.
- La verrerie en Gaule sous l’empire romain. Essai de morphologie et de chronologie. Renouard, Paris 1913 (Digitalisat).
- La verrerie en Gaule sous l’empire romain. Ouvrage illustré de 353 gravures, de 10 planches hors texte dont 4 en couleurs d’après les dessins et les aquarelles de l’auteur. Soc. de propagation des livres d’art, Paris 1922/23 (Digitalisat).
- Manuel pratique du graveur sur bois. L’art d’exécuter toutes les veriétés de gravures sur bois originales. Leroux, Paris 1926.
- Les artistes préhistoriques. Étude critique. Laurens, Paris 1933.
- Le château de Fontainebleau. Laurens, Paris 1935; 2. Auflage 1937.
- Mes autrofois. In: La Grive Nr. 58, Oktober 1948, S. 19–28 (autobiographisch).

## Buchillustrationen
- Calendrier du beau coq. Vingt neuf bois taillés de Morin-Jean. Une prose et seize stances de René Druart. "L'effort Moderne" Rosenberg, Paris 1920[3]
- Collection Le Livre de Demain. Librairie Arthème Fayard, Paris[4]
  - 59: Pierre Louÿs, Aphrodite, 36 bois originaux, 1927.
  - 65: Jean Fayard, Oxford et Margaret, 25 bois originaux, 1928.
  - 74: Louis Bertrand, Les bains de Phalère, 30 bois originaux, 1929.
  - 107: Gustave Flaubert, Salammbô, 31 bois originaux, 1931.
  - 136: André Gide, Le porte étroite, 24 bois originaux, 1934.
  - 156: Henry de Montherlant, La petite infante de Castille, 29 bois originaux, 1936.
  - 164: Colette, La vagabonde, 31 bois originaux, 1936.[5]
  - 186: Francis Carco, L’Homme traqué, 39 bois originaux, 1938.
  - 195: Jacques Chardonne, Romanesques, 34 bois originaux, 1939.
  - 206: Jérôme Tharaud, Jean Tharaud, La chronique des frères ennemis, 29 bois originaux, 1940.
- Mathias Tresch, Contes et nouvelles de chez nous, bois gravés et compositions, Luja-Beffort, Luxembourg 1935.